# كوساك
كوساك (بالفرنسية: Cussac
)‏ هي بلدية في مقاطعة فيين العليا في منطقة أقطانية الجديدة غرب فرنسا.